# Polygonatum cryptanthum
Polygonatum cryptanthum är en sparrisväxtart som beskrevs av Augustin Abel Hector Léveillé och Eugène Vaniot. Polygonatum cryptanthum ingår i släktet ramsar, och familjen sparrisväxter. Inga underarter finns listade i Catalogue of Life.